# Anāgāmī
Pour un article plus général, voir Quatre êtres nobles.
Un Anāgāmin ou Anāgāmī (terme pāli signifiant « non-retournant ») est dans le bouddhisme, une personne partiellement éveillée, qui a rompu les cinq premières chaînes (samyojana) qui entravent un esprit ordinaire. Le stade d'Anagami est le troisième des quatre stades de l'éveil et correspond à une certaine expérience du nibbana.
Les Anagamis sont appelés ceux-qui-ne-reviendront-pas, parce qu'après leur mort il renaissent dans un des mondes célestes de Pure Demeure (Pure Abode) (en), nommé en pâli rupabrahma loka (rūpa : matière ; Brahma : le plus élevé de tous les êtres ; loka : monde), où seuls les Anagamis séjournent. Ils y atteignent l'éveil total (stade d'Arahant).
Les termes pâli pour les chaînes spécifiques d'entraves (samyojana) dont un Anagami est libéré sont :
- Sakkāya-diṭṭhi : Croyance au Moi
- Vicikicchā : Doute Sceptique
- Sīlabbata-parāmāsa : Attachement aux rites et rituels
- Kāma-rāga : Appétences sensuelles
- vyāpāda : Malveillance

Les entraves dont un Anagami n'est pas encore libéré sont :
- Rūpa-rāga : Appétence pour l'existence dans un monde de matière fine (les 4 premières absorbions méditatives ou jhanas)
- Arūpa-rāga : Appétence pour l'existence dans un monde sans matière (les 4 jhanas suivantes)
- Māna : Vanité
- Uddhacca : Agitation
- Avijjā : Ignorance

Les Anagamis sont à un stade intermédiaire entre les Sakadagamins et les Arahants. Les Arahants jouissent de la liberté totale des dix entraves. Atteindre le stade de celui-qui-ne-reviendra-pas est décrit dans le canon pâli comme le but idéal pour les laïcs.